# Maria av Baden-Sponheim
Maria av Baden-Sponheim, född 1507, död 1580, var hertiginna av Bayern 1522-1550 som gift med hertig Vilhelm IV av Bayern.. 
Hon var dotter till Filip av Baden-Sponheim och Elisabet av Pfalz. 
Hon gifte sig 1522 med hertig Vilhelm IV av Bayern. Paret fick fyra barn. Äktenskapet beskrivs som lyckligt. Vilhelm och María Jacoba bodde i sommarhuset Lusthaus, där de hade en omfattande konstsamling. 
Maria blev änka 1550. Hon tycks inte ha spelat någon framträdande roll som änka, men fortsatte att leva vid hovet till sin död trettio år senare. 

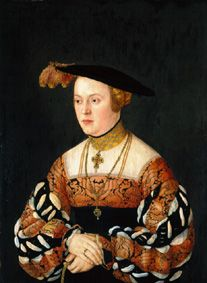
Maria av Baden-Sponheim